# 庫珀維爾 (喬治亞州)
庫珀維爾（英語：Coooperville）是位於美國喬治亞州斯克里文縣的一個非建制地區。該地的面積和人口皆未知。

## 地理
庫珀維爾的座標為32°35′27″N 81°42′14″W / 32.59083°N 81.70389°W，而該地的平均海拔高度為50米（即164英尺）。